# Amparo López Jean
Amparo López Jean (Culleredo, 30 de octubre de 1885 - Montaubán, 12 de noviembre de 1942) fue una activista galleguista, sufragista (luchaba por el voto femenino) y presidenta de la Agrupación Republicana Femenina de La Coruña.

## Trayectoria
Hija de Adela Jean (llamada Adela de Jean, de origen francés, que se quitaba el «de» nobiliario; era maestra de escuela en Culleredo) y de Sabino-María López (abogado y secretario del consejo de esa ciudad), nació en Culleredo y se crio en la vecina aldea de Vilaboa (dentro del municipio de Culleredo) en los suburbios de La Coruña.
En su casa se hablaba solo gallego. La gente criticaba a su madre por dejar que su hija hablara en ese «dialecto de ignorantes», pero ella decía que estaba muy bien así.
En la aldea montaba los caballos a pelo.
Años más tarde se trasladó con su madre, ya viuda, a La Coruña. En esta ciudad se matriculó en el Instituto Eusebio da Guardia y posteriormente estudió Magisterio. Fue la primera mujer bachiller de La Coruña.
Al mismo tiempo estudió canto y piano bajo la dirección del músico coruñés José Baldomir, y pintura con Máximo Ramos.
Dio clases en la misma escuela que su madre.
Empezó a convivir ―sin casarse, lo que era un escándalo en esa época― con el conocido escritor, periodista y político republicano César Alvajar (La Coruña, 1892 - París, 1965).
Recién se casaron cuando empezaron a tener hijos, y lo hicieron por los niños, para que no fueran discriminados en la escuela.
Fue la madre de
Ana María (1918-2005),
Javier (1920-1996),
Amparo,
María Teresa (1922-) y
Agustín Alvajar López (fallecido de bebé).
Aunque en su infancia había sido gallegohablante exclusiva, en su casa de familia ahora se hablaba castellano.
De acuerdo con sus convicciones religiosas, hizo que todos sus hijos tomaran la primera comunión.
Entre 1933 y 1936 tuvo un papel muy destacado en la Agrupación Republicana Femenina, de la que fue secretaria y después presidenta. En 1935 se unió al Partido Galleguista.
Su hija Ana María dejó los estudios secundarios para dedicarse al violín. Con 18 años fue primer violín en la Orquesta Sinfónica de La Coruña.
Su otra hija, Amparito, aprendió a tocar el piano (como la propia Amparo).
Con el triunfo del Frente Popular, su esposo fue nombrado gobernador civil, por lo que a fines de junio de 1936 se trasladaron a Soria con sus hijas ―menos su hija mayor Ana María, que se quedó a estudiar en La Coruña―.
El 18 de julio de 1936, el militar Francisco Franco perpetró un golpe de Estado contra la incipiente democracia española. La guerra sorprendió en La Coruña a sus dos hijos Ana María y Javier.
Este fue reclutado por el ejército nacional. La familia se deshizo y nunca más se volvió a reunir.
A medida que las fuerzas golpistas invadían el territorio de España, Amparo López, su esposo César Alvajar y sus hijas Amparo y Teresa se mudaron a Madrid ―donde pasaron hambre―, y después a Valencia. Amparo dio clases en un colegio en Manises. Allí su buen amigo Castelao fue padrino de la boda de su hija Amparo con el escritor y editor Arturo Cuadrado (1904-1998).
Escapando de los franquistas, se mudaron a Barcelona. Allí Amparo López Jean fue nombrada secretaria general del Grupo de Mujeres Galleguistas y vocal del Comité Ejecutivo del Partido Galeguista, que presidía Ramón Suárez Picallo. Colaboró en los comités de ayuda a los soldados gallegos en el frente de batalla, y ocupándose de grupos de niños y niñas.
Javier tuvo que esconderse mucho tiempo después de un juicio sumarísimo por haberse pasado del frente franquista al republicano para poder reunirse con sus padres en Barcelona. No lo logró: las carreteras estaban cortadas y tuvo que volver a La Coruña.
Llegaría a ser delegado del Consejo de Galicia en Europa.
Amparo (hija) ―que fue colaboradora del político Casares Quiroga (1884-1950)― huyó en barco a Argentina.
Antes de la guerra, Ana María había conseguido un trabajo en el Ayuntamiento, y el día del golpe la dejaron automáticamente cesante. Pero se hizo amiga de un tal Barbadillo (fiscal militar del bando sublevado), que le tenía simpatía. El fiscal llegó a ofrecerle un sueldo y ella lo rechazó porque no estaba justificado.
Tras pasar la guerra civil con sus padres en Valencia, Madrid y Barcelona, Teresa no pudo cruzar la frontera con ellos, por lo que tuvo que retornar a La Coruña. Para disimular su condición de mujer (era una esmirriada niña de 17 años de edad), un soldado gallego se compadeció de ella y le prestó su capote para cubrirse.
En La Coruña (1939) la terminaron encarcelando, porque un vecino denunció que ella era la directora del SIM (el Servicio de Investigación Militar «rojo» [‘comunista’]) y de «dirigir checas». El policía que le tomó declaración le dijo: «Creí que sería una mujer gordísima, alta y con un látigo en la mano».
Teresa estuvo más de cuatro meses en la cárcel, «poco tiempo». Una noche, cuando en el patio formaban los reclusos y el recinto estaba en silencio, a la jovencísima María Teresa Alvajar, entonces de 18 años, se le ocurrió entonar una canción con la música de la joven guardia roja. Para su sorpresa fue secundada por otras presas. A final reconoció su acción para evitar el castigo a otros presos y esto le costó un mes de estancia en el calabozo.
Ana María fue a pedirle ayuda a Barbadillo, y posiblemente gracias a él no la llevaron de cárcel en cárcel (la manera en que los franquistas terminaban ejecutando a los presos políticos).
Después del final de la Guerra civil, cuando toda España quedó ocupada por los franquistas, Amparo y su esposo lograron escapar a Francia. Pero apenas ingresaron a Francia, Amparo fue separada de su esposo e ingresada en el campo de concentración de Argelès-sur-Mer (a 25 km de la frontera con Cataluña), donde vivían todos los españoles exiliados apiñados, muriéndose de frío, de sus heridas o del hambre. Cuando su esposo consiguió sacarla del campo, viajaron juntos a Calvados (Normandía), donde trabajaron en una fábrica de toallas.
Después viajaron a la ciudad de Vimoutiers, en la Baja Normandía, a unos 170 km al oeste de París (Francia), donde trabajaron haciendo uniformes para los soldados en una fábrica de tejidos.
Tiempo después, Teresa y Ana María pudieron huir a Francia con los primeros pasaportes emitidos por la dictadura franquista. El 14 de abril de 1940 partieron de La Coruña en tren, y se reunieron en Francia con sus padres.
Cuando los alemanes invadieron el país, una intérprete le pidió a Amparo que le diese a su hija Teresa para que sirviera como empleada doméstica en su casa. Como no tenían ningún trabajo, Amparo se ofreció a ir ella, pero Teresa la convenció de que prefería ir ella.
Cuando los nazis llegaron a Normandía, Amparo y su familia se mudaron a Vichy y después a Montalbán. Amparo sufría de depresión, y muy avejentada por tantos sufrimientos, «murió de morriña» ―según afirmó su hija Teresa― el 12 de noviembre de 1942.
Fue enterrada muy cerca de la tumba de Manuel Azaña.
Años más tarde sus restos se trasladaron a París para reposar junto con los de César Alvajar, en el cementerio de Bagueu.
En Montauban, Teresa trabajó en una fábrica de tejidos, se casó y allí nació su hija.
En abril de 2009, la Comisión por la Recuperación de la Memoria Histórica le otorgó el premio «Republicana del año 2009».
Ana María ―que ya era violinista― se convirtió en escritora. Antes de morir (en 2005), escribió la primera parte de sus memorias, Soltando lastre, que se publicó en 2002.
En 2006, los restos de Amparo López Jean fueron trasladados al cementerio de San Amaro (en La Coruña).
En su honor, el Consejo de Culleredo nombró una calle de su parroquia natal.